# (6238) 1989 NM
(6238) 1989 NM (1989 NM, 1972 JP, 1976 HH, 1977 TW6) — астероїд головного поясу, відкритий 2 липня 1989 року.
Тіссеранів параметр щодо Юпітера — 3,402.